# Manneken Pils
Manneken Pils is een Belgisch bier van lage gisting.
Het bier wordt sinds 2004 gebrouwen in Brouwerij Lefebvre te Quenast.
Het is een blonde pils met een alcoholpercentage van 5%. Oorspronkelijk werd het bier uitgebracht onder de naam La Quenast. Wegens het succes van het bier vooral in en rond Brussel en voor de export veranderde de naam in 2010 naar de huidige naam, een woordspeling verwijzend naar Manneken Pis.